# المغني المقنع
المغني المقنع (بالإنجليزية: Masked Singer)‏ هو برنامج غنائي وترفيهي دولي، نشأ من برنامج كوري جنوبي تمتلك امتيازه وحقوقه مؤسسة منهوا للإذاعة، إحدى كبرى شركات البث التلفزيوني والإذاعي في كوريا الجنوبية.

## الفكرة
تتميز فكرة البرنامج حول مشاهير يشاركون في البرنامج لأداء الأغاني بقناع وأزياء تنكرية تخفي هويتهم الحقيقية، ولدى البرنامج لجنة تحكيم مطلوب منها أن تكتشف هوية المغني المقنع من خلال ما لديها من خبرات، ولأعضاء اللجنة كل على حدة حق التصويت إلى مغنيهم المقنع المفضل إلى جانب مصوتي الجمهور الموجود في ستديو التصوير، وعند نهاية الحلقة يُطلب من المغني المقنع الذي حصد أقل عدد من الأصوات خلع قناعه للكشف عن هويته الحقيقية.
تقتصر الأصوات على أعضاء جمهور الاستوديو المباشر بسبب تسجيل العرض مسبقًا في الولايات المتحدة والمملكة المتحدة، بينما التصويت في ألمانيا والنمسا مفتوح لجميع المشاهدين بسبب بث العرض بشكل مباشر.
- الإصدارات الدولية

| البلد / المنطقة | العنوان المحلي        | شبكة الاتصال                  | المواسم والفائزين                | المتحدثون                                               | المضيف (ق)     |
| --------------- | --------------------- | ----------------------------- | -------------------------------- | ------------------------------------------------------- | -------------- |
| العالم العربي   | إنت مين؟Masked singer | MBC مركز تلفزيون الشرق الأوسط | - الموسم الأول 2020: إيهاب توفيق | - سيرين عبد النور - قصي خولي - حسن الرداد - مهند الحمدي | - أنابيلا هلال |